# Indian National Congress (Organisation)
Der Indian National Congress (Organisation), kurz Congress (O) (Kürzel: INC(O)) war eine Partei in Indien, die zwischen 1969 und 1977 existierte. Sie entstand aus der Spaltung der Kongresspartei 1969 und ging 1977 in der neu gegründeten Janata Party auf.

## Geschichte
| Wahl | gewonnene Parlamentssitze | in Prozent† |
| --- | ------------------------- | ----------- |
| 1951–1952 | 364                       | 74,4 %      |
| 1957 | 371                       | 75,1 %      |
| 1962 | 361                       | 73,1 %      |
| 1967 | 283                       | 54,4 %      |
| † Die Prozentzahlen sind auf die Zahl der Sitze bezogen. Die Kongresspartei stellte nicht in allen Wahlkreisen eigene Kandidaten auf. Bezogen auf die Zahl der Kandidaten würden die Zahlen etwas höher ausfallen. |                           |             |

Der Indische Nationalkongress (Indian National Congress, „Kongresspartei“), der zur Zeit Britisch-Indiens hauptsächlicher Träger der Unabhängigkeitsbewegung gewesen war, etablierte sich nach der Unabhängigkeit Indiens 1947 als dominierende politische Partei. Begünstigt durch das geltende relative Mehrheitswahlrecht nach britischem Muster (first-past-the-post) konnte die Kongresspartei, obwohl sie bei Wahlen zum indischen Parlament, der Lok Sabha, immer nur etwa 40 bis 50 % der Stimmen erhielt, breite Mehrheiten gewinnen. Zum ersten Premierminister wurde Jawaharlal Nehru gewählt, der weitgehend unangefochten regierte. 1964 starb Nehru und es stellte sich die Frage der Nachfolge. Übergangsweise wurde Gulzarilal Nanda Premierminister, bis sich die Führungsspitzen der Kongresspartei auf Lal Bahadur Shastri als Kompromisskandidaten für das Premierministeramt einigten. Jedoch starb Shastri überraschend schon 1 ½ Jahre nach Amtsantritt auf der Konferenz in Taschkent am 11. Januar 1966. Daher stellte sich erneut die Nachfolgefrage. Diesmal wurde nach einem neuerlichen Interim von Gulzarilal Nanda Indira Gandhi, die Tochter Nehrus zur Premierministerin gewählt. Sie gehörte eher dem linken Parteiflügel an, der eine „sozialistischere“ Politik vertrat (Banken-Verstaatlichung, staatliche Regulierung der Wirtschaft, Abschaffung der Entschädigungszahlungen an die ehemaligen indischen Fürsten). Indira wurde hierin von einer Reihe jüngerer Politiker, den sogenannten „Jungtürken“ („Young Turks“) unterstützt. Dies war nicht unumstritten. Die alte Parteigarde, das sogenannte „Syndikat“, zu der einflussreiche Kongresspolitiker bzw. Chief Minister aus verschiedenen Bundesstaaten gehörten – K. Kamaraj (Madras), S. K. Patil (Maharashtra), Atulya Ghosh (Westbengalen), S. Nijalingappa (Mysore), N. S. Reddy (Andhra Pradesh) – vertrat eine deutlich konservativere Linie und versuchte auch aus eigenen Machtinteressen heraus die Premierministerin auszubremsen und ihren Spielraum zu beschneiden. Zu einem Konkurrenten Indira Gandhis wurde insbesondere Morarji Desai, der ebenfalls das Premierministeramt angestrebt hatte, dabei aber Indira unterlegen war.
Bei der Parlamentswahl im Februar 1967 schnitt die Kongresspartei enttäuschend ab. Sie erreichte nur vergleichsweise knapp die absolute Mehrheit der Mandate. Auch bei der Präsidentschaftswahl im Mai desselben Jahres schafften es die Oppositionsparteien erstmals, einen gemeinsamen Kandidaten aufzustellen, der einen signifikanten Stimmenanteil gewinnen konnte, wenngleich der Kongress-Kandidat die Wahl für sich entscheiden konnte. Bei den Wahlen zu den Parlamenten der Bundesstaaten Bihar, Kerala, Orissa, Madras, Punjab und Westbengalen im März 1967 gewannen die Oppositionsparteien und stellten anschließend die Chief Minister. Die Opposition wähnte sich daher im Aufwind und Indira Gandhi geriet mehr unter Druck seitens des „Syndikats“. Indira Gandhi versuchte jedoch weiter ihre politischen Vorstellungen durchzusetzen. Zu einer entscheidenden Machtprobe kam es bei der Präsidentschaftswahl 1969, bei der sich zwei Kandidaten aus der Kongresspartei gegenüber standen, der von Indira Gandhi und ihren Anhängern unterstützte V. V. Giri und der vom „Syndikat“ und der offiziellen Parteiführung unterstützte Neelam Sanjiva Reddy. Ersterer konnte die Wahl sehr knapp für sich entscheiden.
Noch im selben Jahr kam es zum offenen Bruch zwischen der Parteiführung und Indira Gandhi. Am 12. November 1969 wurde Indira von Parteipräsident S. Nijalingappa mit Unterstützung des von den Gegnern Indiras dominierten Working Committees der Kongresspartei formell aus der Kongresspartei ausgeschlossen, mit der Begründung, dass sie sich nicht an die Parteidisziplin gehalten und einen „Personenkult um sich herum aufgebaut“ habe („fostering a cult of personality“). Die Abgeordneten der Kongresspartei im Parlament wurden aufgefordert einen neuen Premierminister zu wählen. Beim Treffen der 432 Parlamentarier aus Lok Sabha und Rajya Sabha am Folgetag zeigte sich jedoch, dass Indira Gandhi weiterhin die Unterstützung eines Großteils der Parlamentarier besaß und ihr wurde das Vertrauen ausgesprochen. Ihre Gegner sammelten sich zwei Tage später und 111 Parlamentsabgeordnete der Kongresspartei wählten Morarji Desai zu ihrem Vorsitzenden. Von den im Parlament vertretenen Oppositionsparteien unterstützen die beiden kommunistischen Parteien CPM und CPI, die Dravida Munnetra Kazhagam und eine Reihe von Unabhängigen Indira Gandhi, während Samyukta Socialist Party, Swatantra und Jan Sangh Desai unterstützten. Die beiden Fraktionen der Kongresspartei sammelten sich in zwei verschiedenen Treffen im Dezember, zum einen der alte Kongress unter Nijalingappa in Ahmedabad und zum anderen die Indira-Fraktion in Bombay. Auf dem letzteren Treffen wurde Jagjivan Ram auf Veranlassung Indiras zum neuen Parteipräsidenten gewählt.
In der Folgezeit konsolidierten sich beide Fraktionen zu eigenen Parteien, die von der Indischen Wahlkommission als solche anerkannt wurden, dem Indian National Congress (Organisation), kurz „Congress (O)“ unter Desai und dem Indian National Congress (Requisition), kurz „Congress (R)“ unter Indira Gandhi. Inoffiziell wurden die Abkürzungen „O“ und „R“ mit old und ruling bzw. real übersetzt – der „alte“ Kongress und der „herrschende“ bzw. „tatsächliche“ Kongress. Beide Parteien erhoben den Anspruch, der legitime Nachfolger der alten Kongresspartei zu sein. 
Im Dezember 1970 verkündete Indira Gandhi die Abhaltung von Neuwahlen im Jahr 1971. Bei der Wahl standen sich Indiras Congress (R) und der Congress (O), der mit anderen Parteien (Jan Sangh, Swatantra und der Samyukta Socialist Party) eine Wahlallianz, die Grand Alliance eingegangen war, gegenüber. Die Wahl wurde eindrucksvoll mit 43,7 % der Wählerstimmen und Zweidrittelmehrheit der Mandate (352 von 518) von Indiras Congress (R) gewonnen. Der Congress (O) gewann nur 10,4 % der Stimmen und 16 Wahlkreise (3,1 %).
Nach der Zeit des Ausnahmezustandes 1975–77 schloss sich der Congress (O) mit drei weiteren Oppositionsparteien zur Janata Party zusammen. Die Janata Party gewann die Parlamentswahl 1977 und Morarji Desai wurde 1977 zum Premierminister gewählt.

## Prominente Personen des Congress (O)
- K. Kamaraj
- Morarji Desai
- S. Nijalingappa
- Neelam Sanjiva Reddy
- Atulya Ghosh
- S. K. Patil
- Hitendra K Desai
- Satyendra Narayan Sinha
- Chandra Bhanu Gupta
- Veerendra Patil
- Ashoka Mehta
- Tribhuvan Narain Singh